# 작은아시아노랑박쥐
작은아시아노랑박쥐(Scotophilus kuhlii)는 애기박쥐과에 속하는 박쥐의 일종이다. 방글라데시와 인도, 인도네시아, 말레이시아, 파키스탄, 필리핀, 스리랑카 그리고 대만에서 발견된다.

## 특징
몸길이는 7cm이고, 전완장은 5cm이다. 노랑 색조 위에 베이지색을 고르게 띠며, 하체는 아주 밝은 갈색부터 희끄무레한 색을 보인다. 비막은 어두운 갈색이고, 귀는 분홍빛 갈색을 띤다. 털은 숱이 아주 많고 짧다